# Ernesto Belloni
Ernesto Belloni Allendes (Santiago, 26 de noviembre de 1956) es un actor y humorista chileno, conocido principalmente por su personaje «Che Copete».

## Carrera profesional
En los años 1980, Belloni fue artífice importante en la reapertura del show de Los años dorados de la tía Carlina, cabaré que había sido cerrado por su dueña en 1973. En ese escenario fue donde Ernesto Belloni desarrolló su personaje más conocido, «Che Copete», quien comparte sólo el nombre de un personaje de Condorito. Inspirado en Rodrigo Atabales, quien en sus inicios tenía un acento argentino —de ahí su nombre Che—, su característica principal era su capacidad para embriagarse y comportarse de una forma indebida, por lo cual su "apellido" es Copete, modismo chileno usado para referirse a cualquier tipo de bebidas alcohólicas. Otras obras destacables de Belloni en la década de 1980 y 1990 fueron Cartagena Vice, El manso asado y El vengador del hoyo, donde desarrolló otros personajes como Won Johnson y Ladilla Kid.
A fines de los años 1990, Belloni se integró al elenco del programa humorístico Jappening con ja del canal Megavisión, realizando varios personajes, entre ellos el ya explotado «Che Copete», «Parrita» y El «Emeterio de La Pobla». Luego se trasladó a Chilevisión, para interpretar su personaje más conocido en el programa Lunáticos. 
Luego tuvo su regreso a Mega, donde fue uno de los primeros colaboradores del programa Morandé con compañía, conducido por Kike Morandé y estrenado en 2001. Destacó por sus múltiples apariciones en el programa, aunque su colaboración en el programa fue intermitente al mostrarse contrario a las pautas del mismo. En 2004 tuvo un programa estelar propio en Mega, titulado El show de Che Copete (continuación del Jappening con ja), el cual tuvo una sola temporada, pese a tener una audiencia aceptable.
Entre 1999 y 2001 tuvo una incursión en la radio, realizando junto al también humorista Marcos «Charola» Pizarro un programa humorístico llamado "El Taconazo de la Risa", que se emitía a través de Radio Amistad de lunes a viernes entre las 18 y 19 horas. También ha participado en varias películas para video caracterizado como "Che Copete": Cartagena Vice, El manso asado, El vengador del hoyo, entre otras. También Belloni ha actuado, con otros papeles, en filmes como El rey de los huevones y Promedio rojo. Además, ha montado varias revistas junto a la show-woman Marlen Olivari como La bella, la bestia y el niño y Sexy Humor, además de participar por años en Los años dorados de la tía Carlina.

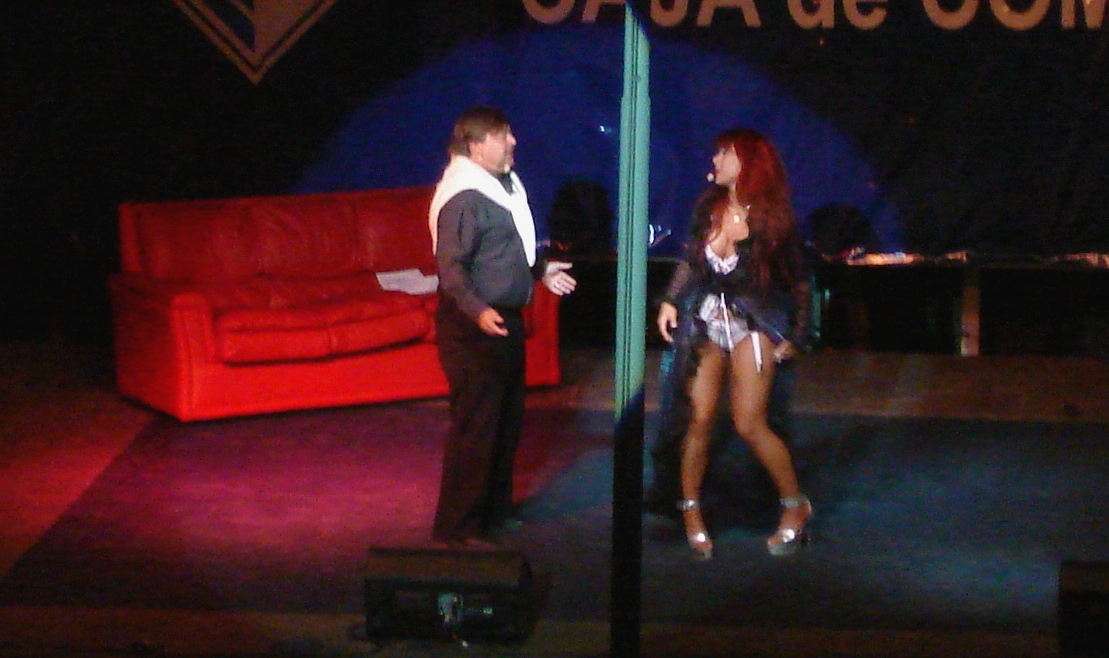
Belloni durante un show en Rancagua.

Entre fines de 2006 y principios de 2007, tuvo un frustrado paso a Chilevisión, ya que a pesar de contar con proyectos planeados, tuvo que quedarse en Mega debido a cláusulas en su contrato. En ese contexto, participó en el Festival del Huaso de Olmué 2007, certamen emitido por Chilevisión, interpretando a «Che Copete». En 2014 participa en festival Viva Dichato organizado y transmitido por Mega nuevamente interpretando a «Che Copete».
En 2007 protagonizó su primera película para cine, Che Kopete, La Película, que se estrenó el 12 de noviembre, y se transformó en un éxito de ventas. En el filme, dirigido por León Errázuriz, se muestra la ficticia vida del personaje, desde su nacimiento. Copete tuvo que ser escrita con letra K para la película, por problemas de franquicia.
A fines de 2018, como parte de una reestructuración del programa, Belloni fue despedido definitivamente de Morandé con compañía, dejando el espacio luego de 16 años.
Después de años siendo barajado, finalmente se presenta en el Festival de Viña del Mar 2020 en la tercera jornada del 25 de febrero. En aquella ocasión obtuvo tanto la Gaviota de Plata y la Gaviota de Oro. En noviembre de mismo año, asumió la conducción de un late show, llamado Belloni late show y emitido por Telecanal.

## Críticas
Su personaje de Che Copete, ha sido duramente criticado y calificado de «vulgar» y «soez», debido a que este representa a un borracho con actitudes y expresiones propias de una persona vulgar y grosera. Además se señala como misógino y homofóbico.
También fue acusado por sus excompañeros de trabajo del Jappening con ja de ser el causante de la decadencia y el mal gusto en el programa, lo que causó el quiebre interno del equipo, y posteriormente el término del emblemático programa de televisión.

### Presentación en el Festival de Viña del Mar 2020
Previo a su presentación en Viña, sufrió de gran rechazo en redes sociales y en particular en el Festival de Iquique debido a su contenido humorístico considerado “obsceno e inapropiado”. Muchos criticaron a la organización del Festival de Viña por validar este tipo de humor, y se especuló con una posible funa.
Luego de su relativamente exitosa presentación en el Festival, fue criticado por ciertos grupos, entre ellos la Fundación Daniel Zamudio y defensores de los derechos LGBT, quienes se molestaron por su mención al joven Daniel Zamudio, asesinado por un crimen de odio homofóbico, a quién nombró como “una persona que entregó su vida por la diversidad” y la Fundación Chilena de la Tartamudez tildó de peyorativa la rutina de Belloni, en especial por la representación de Daniel Ponce de «El Poeta», personaje reconocido por usar su tartamudez como recurso humorístico.
El comediante Claudio Reyes, criticó su rutina diciendo: «Lo encontré patético. Fue fome y populista. Un comediante tiene que hacer reír y no dar lastima. Ponerse al lado de la masa es fácil». También criticó el hecho de que defendiera a las minorías sexuales, cuando al momento de actuar con transformistas, según él, no los trataba bien.

## Cine
| Año  | Película                           | Personaje                                        |
| ---- | ---------------------------------- | ------------------------------------------------ |
| 1989 | La mansa fiesta                    | Che Copete                                       |
| 1989 | Los años dorados de la Tía Carlina | Che Copete                                       |
| 1989 | El manso asado                     | Che Copete                                       |
| 1990 | Otra noche donde la Carlina II     | Cachito/Che Copete                               |
| 1991 | Cartagena Vice                     | Huon Jhonson                                     |
| 1992 | El vengador del hoyo               | Ladilla Kid/Vengador del Hoyo                    |
| 1994 | Y….. dònde está el chofer…?        | Che Copete                                       |
| 2004 | Promedio rojo                      | Padre de Fele                                    |
| 2006 | El Rey de los huevones             | Un matón                                         |
| 2007 | Che Kopete: La película            | Che Copete Anacleto Scalpini Madre de Che Kopete |

## Teatro
| Año       | Revista teatral                              | Modelos                      |
| --------- | -------------------------------------------- | ---------------------------- |
| 1989      | Los años dorados de la Tía Carlina           |                              |
| 2004-2006 | La Bella, la Bestia y el Niño                | Marlen Olivarí               |
| 2007      | Sexy Humor                                   | Marlen Olivarí               |
| 2007      | Don Che, le tengo una Kena                   | Kenita Larraín               |
| 2008      | Don Che, le tengo una Fiera                  | Pamela Díaz                  |
| 2009      | Las Bellas en el caño... Don Che con la caña | Pamela Díaz                  |
| 2010      | Los Ángeles del Che                          | Pamela Díaz y Marlen Olivarí |
| 2010      | Sensualissima                                | Nicole Moreno                |
| 2011      | Don Che, le tengo 33 minas                   | Roxana Muñoz                 |
| 2013      | Los tuins                                    |                              |